# Maracaçumé
Maracaçumé est une municipalité brésilienne située dans l'État du Maranhão.